# Linsan
Ne doit pas être confondu avec Linsansaran.
Linsan est une ville et une sous-préfecture de Guinée, rattachée à la préfecture de Kindia et la région du même nom. 

## Historique
La sous-préfecture de Linsan est érigée en sous préfecture en 2017 par le gouvernement Youla I. La commune rurale de Linsan compte aujourd'hui 34.073 habitants avec 16 districts, contrairement à la sous-préfecture de Sougueta dont elle relevait jusque-là, qui compte 5 district.

### Historique des sous-préfets
| N° | Nom et prénoms   | Début | Fin |
| -- | ---------------- | ----- | --- |
| 01 | Lansana Bangoura | 2017  |     |

## Population
La population  de Linsan est estimée à 34.073 habitants en 2017

## Économie
La sous-préfecture de Linsan a pour activité principale l'agro-pastorale.

## Subdivision admirative
Linsan compte seize districts et est la dixième sous-préfecture de Kindia.

## District
Linsan est composée de 16 districts. 
| Districts   | Secteurs                                                                   |
| ----------- | -------------------------------------------------------------------------- |
| Linsan 1    | Linsan centre, Bhoundoui, Popo, Madina Kindi, missira et minsa             |
| Linsan 2    | Abatoire, école, Karamobankoyah, Tanéné, Hafya et Kondeyah                 |
| Balandougou | Balandougou centre, Bankélé, Falékalé, Nériboun et Kénendé                 |
| Boubouya    | Boubouya centre, Kamissayah 1, Kamissayah 2, Malougandé et Hafiyaboubouyah |
| Damakania   | Damakaniah centre, Téliko, Bowal et Fodéyah                                |
| Donyah      | Donyah Centre, Bambayah, Garayah, Tamikhouré et Galidobayah                |
| Guèmèsoron  | Guèmèsoron centre, Doubayah, Kolakhouré, Séliyah et Yélicolon              |
| Kamba       | Kamba centre, Kabéleyah et Kansibily                                       |
| Kouyéyah    | Kouyéyah centre et Kanforiya                                               |
| Lembou      | Lembou centre, Fokounkiri, Lontonta et Balaya                              |
| Sangoyah    | sangoyah 1, Sangoyah 2 et Walangoby                                        |
| Siminiyah   | Siminiyah 1, Siminiyah2, Timba et Kondéta                                  |
| Tafory      | Taforry centre et Sangareyah                                               |
| Waliah      | Waliah centre, Bandi, Sourayah et Yombokhouré                              |
| Yomboya     | Yomboya centre, Gbéli, Yonton, Sangodiya et Kondeta                        |
| Botowi      | Botowi centre                                                              |

## Personnalité
- Fatou Linsan Barry (1965-2018), musicienne guinéenne.